# الإدريسية
الإدريسية هي مدينة وبلدية جزائرية تقع إلى الجنوب الغربي من ولاية الجلفة وتتربع على مساحة قدرها 375.9 كم مربع ويبلغ تعداد سكانها 32 900 نسمة (إحصاء 2008)، وتتوفر على ثروات طبيعية: نوعية المياه الجيدة ونوعية الأتربة والطين القابل لتصيع مواد فخارية وأصبغة، هذا مع خصوبة أراضيها ووجود ثروات حيوانية أهمها الماشية مع تنوع تضاريسها ما بين السهبية والصحراوية.

## تاريخ
الادريسية أو من أقدم مدن ولاية الجلفة باعتبارها من مدن الألف سنة كما يقول عنها الباحثون فقد وجدت من قبل الرومان حيث كانت تقطنها قبائل (مغراوة) الأمازيغية ثم وفد إليها الرومان عن طريق ابنة الملك «دمد» اوتزوجت بـ«سردون» وتوجها سكان المنطقة ملكة، وبها سميت المدينة.
وبعد الرومان سكنها «البدارنية» وهم قبائل أمازيغية قطنتها لفترة طويلة ثم اشتراها منهم أحد الرجال الصالحين واسمه «أمحمد بن صالح» بمائة بقرة، فعمرها ونشر فيها الأمن وروح التعايش بين القبائل المتوافدة، فأصبحت معبرا للرحالة المغاربة كتبوا عنها في مخطوطاتهم، وكانت معبرا للحجاج.
قصدت الإدريسية شخصيات معروفة منهم «أحمد باي» الذي جاءها سنة 1723، طلبا لوساطة أهلها عند مدن الجنوب.
كما بلغها الأتراك، وكان القائد «الزيغم» حاكما لها في عهدهم حيث قام ببناء الحارة وغرس البساتين.

### الإحتلال الفرنسي
أما الفرنسيون فقد وصلوا إليها في 28 أبريل 1845 يلاحقون الأمير عبد القادر الذي آوته وساعده أهلها بالمؤونة وصلى بأهلها ودعا لهم بالبركة والأمان. وقد وقف أهلها إلى جانب مقاومات شعبية أخرى كمقاومة «التلي بلكحل» و«موسى بن حسن».
وأول مدرسة بنيت على مستوى المناطق السهبية بناها الفرنسيون ب "" سنة 1858 هي مدرسة «راؤول بوني» درس فيها نوابغ وأساتذه كبار منهم جلول بلمشري الذي أصبح فيما بعد المترجم بمجلس قضاء باريس، ودرس بها الدكتور أحمد بن سالم الناشر لـ «ايتيان ديني» وقد أسلم على يده فيما بعد.
و كان أول مسجد بني بالادريسية سنة 1891 وتأسست بها زاوية لتحفيظ القرآن وتدريس علوم الدين سنة 1906 من طرف الشيخ طاهري عبد القادر بن مصطفى الزنيني، قصدها الطلاب من المدن المجاورة كالأغواط والجلفة والبيض وتيهرت والمدية وحتى الجزائر العاصمة.
وفي الكفاح السياسي فان خالدي مخلوف أول من أدخل حزب الشعب الجزائري مكونا بذلك خلية نضال، وناضل عبد المالك محمد «سي الدرويش» في جمعية العلماء المسلمين الجزائريين.

### الثورة التحريرية
و إبان الثورة التحريرية كانت " " نقطة تموين للولايتين الخامسة والسادسة ماديا وبشريا، فكان من مجاهديها لزهاري بن شهرة، قويلي محمد المعروف بالفيدة، صديقي النوري المعروف بنهاي، طاهري عبد الرحمان، حنيشي محمد، وشكال البشير...الخ
وقد شهدت أراضيها عدة معارك منها معركة «سردون» التي جــرت في 19/02/1958 ومعارك أخرى في الحرشة والشايفة.

## السكان

### الإثنيات
تضم العديد من الإثنيات التي تشكل فسيفساء إجتماعية أهمها:
1. أهل الزنينة وينتسبون للولي الصالح سيدي امحمد بنصالح الإدريسي وينقسمون بدورهم إلى أربع عروش وهم:أولاد العبد,أولادالطيب بن سليمان,أولاد جناد,الزواتنية
2. أولاد سيدي يونس
3. أولاد زيد
4. العبازيز
5. أولاد نائل

### النموالديمغرافي
| سنوات  | 1966 | 1976 | 1987  | 1998  | 2008  |
| ------ | ---- | ---- | ----- | ----- | ----- |
| السكان | 2400 | 8917 | 12802 | 21279 | 32900 |

## الإدارة

### النشأة
كانت الأراضي القبلية لبلدية الجلفة المختلطة عام 1874  ثم أنشئت كبلدية بموجب مرسوم مؤرخ في 19 يوليو 1958  بعمالة المدية وفي عام 1974 أصبحت تابعة لولاية الجلفة

### رؤساءالبلدية
| العهدات | الرئيس |
| ------- | ------ |
|         |        |
|         |        |
|         |        |

## المواصلات
- الطريق الوطنيA1
- الطريق الولائي رقم 123

## الثقافة
- مكتبة المطالعة العمومية بلدية الإدريسية[8]

## الرياضة
- مستقبل الإدريسية

## أعلام
- خالدي مخلوف
- عبد المالك محمد

## وصلات خارجية
- شبكة النايلي الشاملة
- بلديـة الادريسية

1. ↑  GeoNames (بالإنجليزية), 2005, QID:Q830106
2. ↑  "معلومات عن الإدريسية على موقع geonames.org". geonames.org. مؤرشف من الأصل في 2019-12-11.
3. ↑  "معلومات عن الإدريسية على موقع vocab.getty.edu". vocab.getty.edu. مؤرشف من الأصل في 2020-04-26.
4. ↑  يحياوي فريال . (- نوفمبر-2022). "مدينة أو قصر زنينة –الإدريسية- بمنطقة الجلفة ودورها التاريخي والحضاري". المجلة الجزائرية للبحوث والدراسات التاريخية المتوسطية. ج. 08 ع. 02: 24/25/26. مؤرشف من الأصل في 2023-02-08. اطلع عليه بتاريخ 19/01/2024. {{استشهاد بدورية محكمة}}: تحقق من التاريخ في: |تاريخ الوصول= و|تاريخ= (مساعدة)
5. ↑  شتوح, بن صالح; روابح, بوزيد; يوسفي, تواتي; حسيني, أحمد; سليماني, رابح; سليماني, سليمان (2014). إعادة هيكلة حي البساتين ـ مدينة الإدريسية. ص. 27. مؤرشف من الأصل في 2024-01-20.{{استشهاد بكتاب}}:  صيانة الاستشهاد: أسماء متعددة: قائمة المؤلفين (link)
6. ↑  "Recherche géographique". anom.archivesnationales.culture.gouv.fr. مؤرشف من الأصل في 2024-01-19. اطلع عليه بتاريخ 2024-01-19.
7. ↑  "Recherche géographique". anom.archivesnationales.culture.gouv.fr. مؤرشف من الأصل في 2023-04-19. اطلع عليه بتاريخ 2024-01-19.
8. ↑  "مكتبة المطالعة العمومية بلدية الإدريسية | Cartes Patrimoine Culturel Algérien". cartes.patrimoineculturelalgerien.org. مؤرشف من الأصل في 2024-01-20. اطلع عليه بتاريخ 2024-01-19.